# Шпак Олександр (важкоатлет)
Олександр Шпак (рум. Alexandru Şpac, нар. 22 листопада 1989) — молдавський важкоатлет, учасник Олімпійських ігор, бронзовий призер чемпіонату Європи. Виступає у ваговій категорії до 77 кілограм.

## Біографія
Олександр Шпак народився 21 листопада 1989 року.

## Кар'єра
До 2011 року Олександр брав участь у ваговій категорії до 69 кілограмів. Першим його великим турніром став Чемпіонат Європи в 2009 році в Бухаресті. Він зайняв одинадцяте місце, піднявши в сумі 288 кілограмів. Через рік він уже став четвертим на цьому турнірі.
Він також в 2009 і 2010 роках брав участь в молодіжних чемпіонатах Європи, на яких посів четверте і друге місця, відповідно.
У 2012 році він вперше виграв медаль міжнародного чемпіонату, ставши бронзовим призером Чемпіонату Європи в Кепезі. Його сумарний результат дорівнював 330 кілограм. Варто зазначити, що цей чемпіонат став першим турніром для Олександра після зміни ваговії категорії на -77 кг.
Завоював срібну медаль на Чемпіонаті Європи 2013 року в Тирані, але в листопаді був дискваліфікований за застосування стимулюючих речовин. Він також був відсторонений від змагань до квітня 2015 року.
На Чемпіонаті світу 2015 і чемпіонаті Європи 2016 він став дев'ятим. На Олімпіаді в Ріо-де-Жанейро в категорії до 77 кілограмів Шпак зайняв п'яте місце, показавши кращий свій результат — 347 кілограм в сумі.
Виступав на Чемпіонаті Європи 2017 року, проте потім «провалив» допінг-тест і був дискваліфікований на два роки за застосування дігідрохлорметіл-тестостерону.